# Гмелин, Леопольд
Леопо́льд Гме́лин (нем. Leopold Gmelin; 2 августа 1788, Гёттинген — 13 апреля 1853, Гейдельберг) — немецкий химик, прославившийся написанием справочного издания «Руководство по теоретической химии» (нем. «Handbuch der theoretischen Chemie»), а также систематизацией химических элементов.

## Биография
Немецкий химик Леопольд Гмелин родился в Гёттингене в семье известного химика и врача Иоганна Фридриха Гмелина. Учился в Тюбингенском и Гёттингенском университетах; в 1812 получил степень доктора медицины. С 1813 по 1851 работал в Гейдельбергском университете; с 1817 — профессор медицины и химии.

## Научная работа
Леопольд Гмелин известен прежде всего как автор справочного издания «Руководство по теоретической химии» (нем. «Handbuch der theoretischen Chemie»), в котором были изложены все известные в то время опытные данные по органической и неорганической химии. Первое издание справочника (т. 1—2) вышло в 1817—1819 гг. Часть этого справочника, посвящённая неорганической химии, впоследствии неоднократно переиздавалась. Последнее — восьмое — издание, публикация первых томов которого началась в 1924, является наиболее полным из всех справочников по неорганической химии. В своём «Руководстве…» Гмелин, принимающий в качестве теоретической основы химии закон постоянства состава и закон эквивалентов, предложил таблицу эквивалентных весов элементов, часть которой приведена ниже:
| H = 1  | Cl = 35,5 | K = 39,1   |
| O = 8  | N = 14    | Ag = 108   |
| S = 16 | C = 6     | Pb = 103,5 |

Учение Гмелина об эквивалентах, менее гипотетическое, нежели представления Дальтона об атомных весах, оказало существенное влияние на современников. В 1840-е гг., однако, Гмелин перешёл в ряды сторонников молекулярной («частичной», как тогда говорили) теории, основанной на представлениях А. Авогадро и Ш. Жерара. В 1840 Гмелин, пытаясь систематизировать элементы, показал, что характер их классификации по свойствам гораздо сложнее, чем предложенное И. В. Дёберейнером разделение на триады. В 1843 Гмелин опубликовал таблицу химически сходных элементов, расставленных по группам в порядке возрастания «соединительных масс» и разбитых на триады, тетрады и пентады (группы из трёх, четырёх и пяти элементов соответственно).
Экспериментальные работы Гмелина относятся в основном к неорганической химии. В 1818 он установил, что соли лития окрашивают бесцветное пламя в карминово-красный цвет. В 1822 окислением жёлтой кровяной соли хлором получил красную кровяную соль K3[Fe(CN)6]. Раньше это вещество называли солью Гмелина или красной красильной солью. Раствор этой соли в реакции с солями Fe2+ дает вещество, окрашенное в интенсивный синий цвет, названное турнбулевой синью. В 1824 выделил из желчи гликохолевую кислоту, в 1826 (совместно с Ф. Тидеманом) — фермент панкреатин. Одним из учеников Гмелина в Гейдельбергском университете был Ф. Вёлер; именно Гмелин посоветовал Вёлеру, защитившему диссертацию по медицине, заняться экспериментальной химией под руководством Й. Берцелиуса.